# Tiroler Roulette

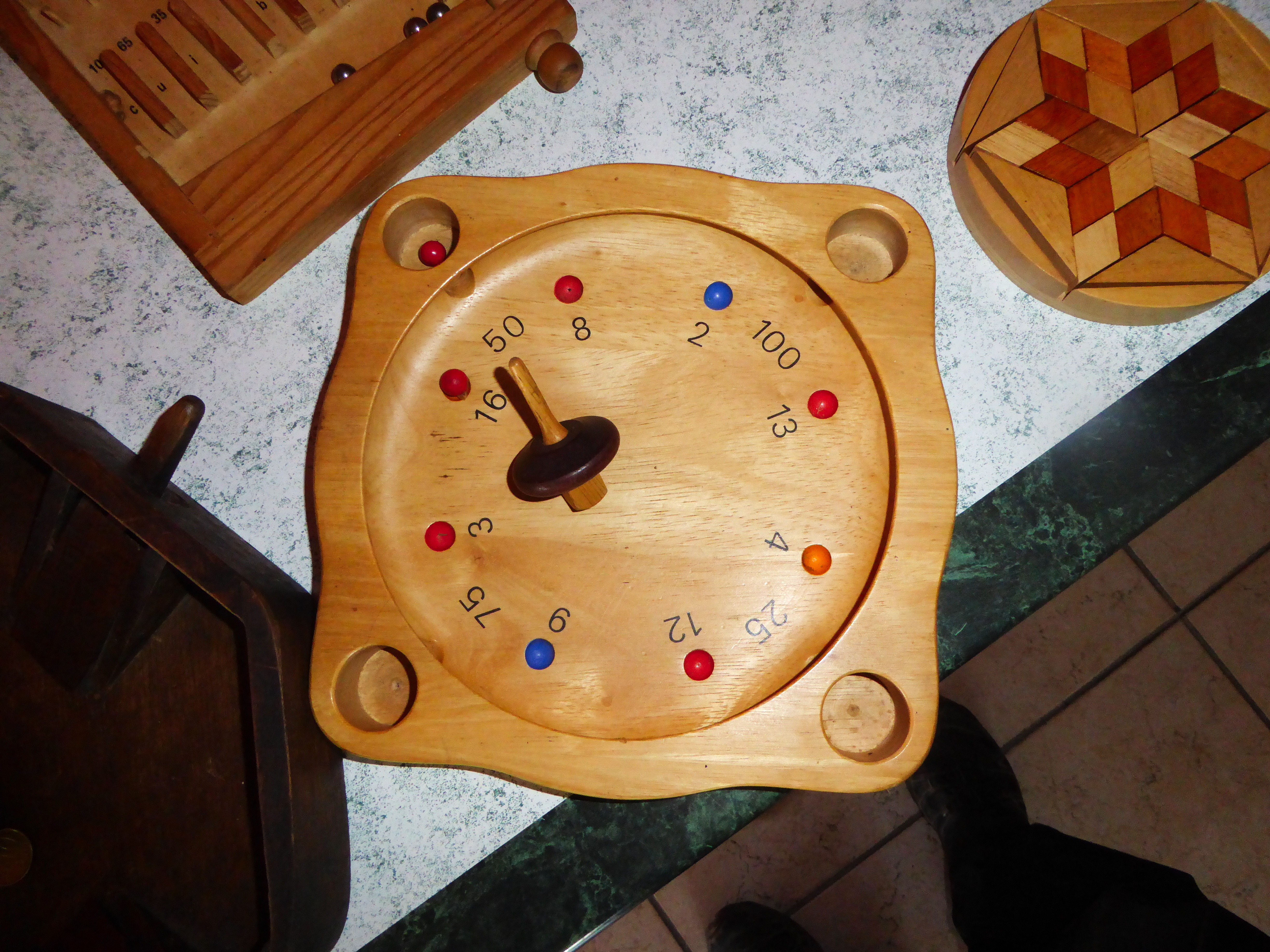
Tiroler Roulette

Tiroler Roulette oder Alpenroulette ist ein Glücksspiel, das hauptsächlich in den Alpenländern und insbesondere in der Region Tirol gespielt wird. Das Spiel ist seit langem bekannt, jedoch ist unklar, wo und wann das Spiel in dieser Form entstanden ist. In Deutschland wird es auch unter dem Namen Bauernroulette vertrieben.
In Frankreich heißt das Spiel Toupie Tyrolienne (Tiroler Kreisel) und dort gibt es ein ähnliches Spiel, Virolon oder Giroulette genannt. Das Spiel ist komplett aus Holz gefertigt. Es besteht aus einem runden, ausgehöhlten Tablett (das Spielfeld) mit einem Durchmesser von ca. 22 cm, sechs Kugeln (1 rot, 1 grün und 4 ohne Farbe) und einem Kreisel. Der Boden des Tabletts ist zur Mitte hin geneigt. Es gibt vier Ecklöcher im Rand mit Aufnahmekästchen und acht Vertiefungen entlang des Randes. Diese sind mit unterschiedlichen Werten gekennzeichnet.

## Das Spiel
Die Anzahl der Spieler beträgt zwei oder mehr. Die Spieler versuchen abwechselnd, mit dem Kreisel so viele Kugeln wie möglich in die Vertiefungen und durch die Ecklöcher zu schießen. Die Kugeln werden dazu in die Mitte des Tabletts gelegt. Der Spieler, der an der Reihe ist, nimmt den Kreisel am Stiel zwischen Daumen und Zeigefinger und bringt ihn mit einer Schnippbewegung auf dem Tablett zum Drehen. Dies bewirkt, dass der Kreisel um die Mitte des Tabletts kreist. Durch Reibung und Luftwiderstand rückt diese Bahn allmählich näher an die Mitte heran. Trifft der Kreisel dort eine Kugel, wird diese weggeschleudert und fliegt entweder durch ein Eckloch oder gegen den Rand des Tabletts. Die Kugel wird von der Kante abgeprallt und landet ebenfalls in einer Kreisbahn um das Zentrum. Dort rollt sie entweder in eine Vertiefung oder kehrt allmählich in die Mitte zurück, wo sie erneut vom Kreisel getroffen werden kann.
Nachdem der Kreisel zum Stillstand gekommen ist, werden die Punkte gezählt. Kugeln, die in den Vertiefungen oder in den Aufnahmekästchen liegen, bringen die angegebene Punktzahl. Bei einer roten Kugel werden die Punkte verdoppelt und bei einer grünen Kugel müssen die Punkte von der Gesamtsumme abgezogen werden. Gelingt es einem Spieler, mit dem Kreisel alle sechs Bälle in eine Vertiefung oder Eckloch zu schießen, darf er ein weiteres Mal spielen. Sieger ist derjenige, der nach mehreren Runden als erster eine vorher vereinbarte Punktzahl erreicht, in der Regel 1000 Punkte.

## Varianten

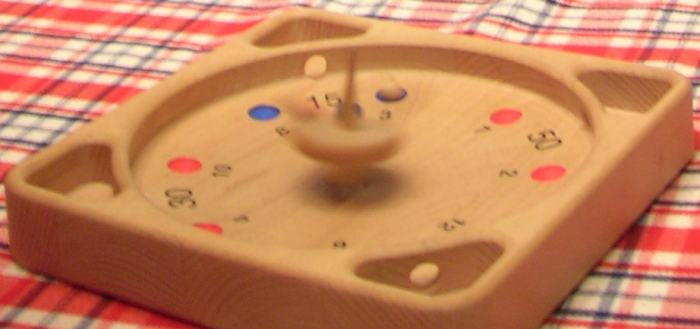
Bauernroulette aus Deutschland
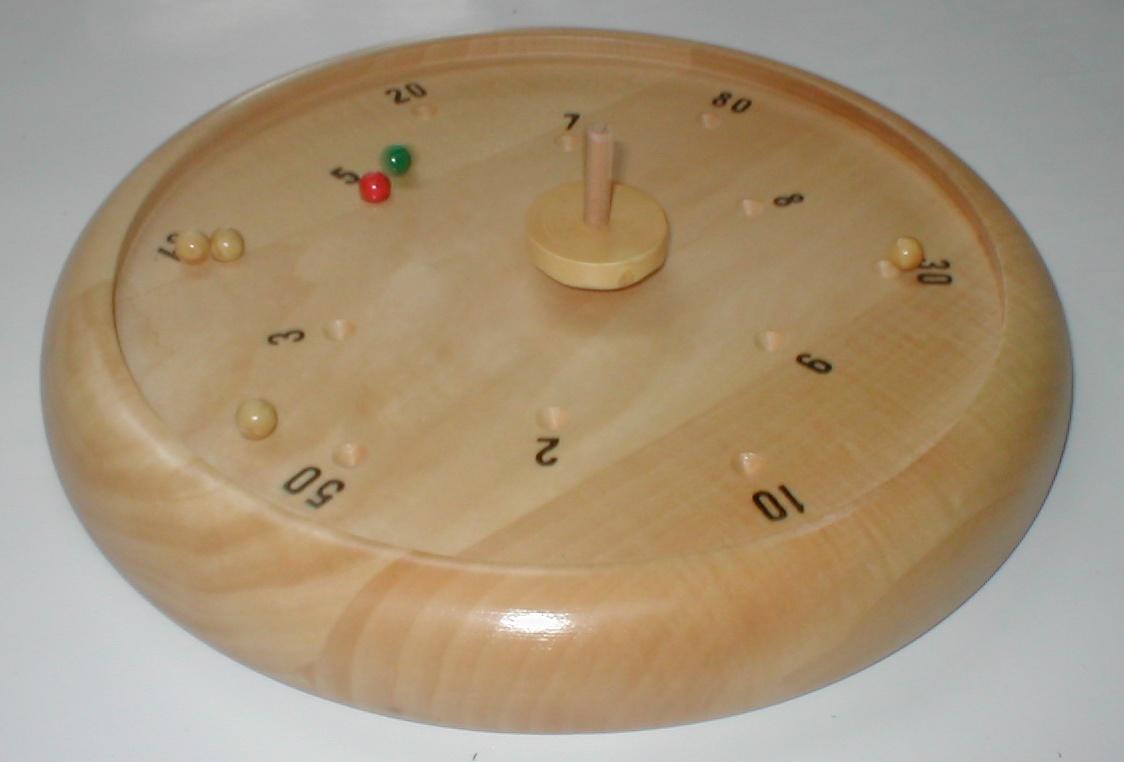
Virolon, eine französische Variante
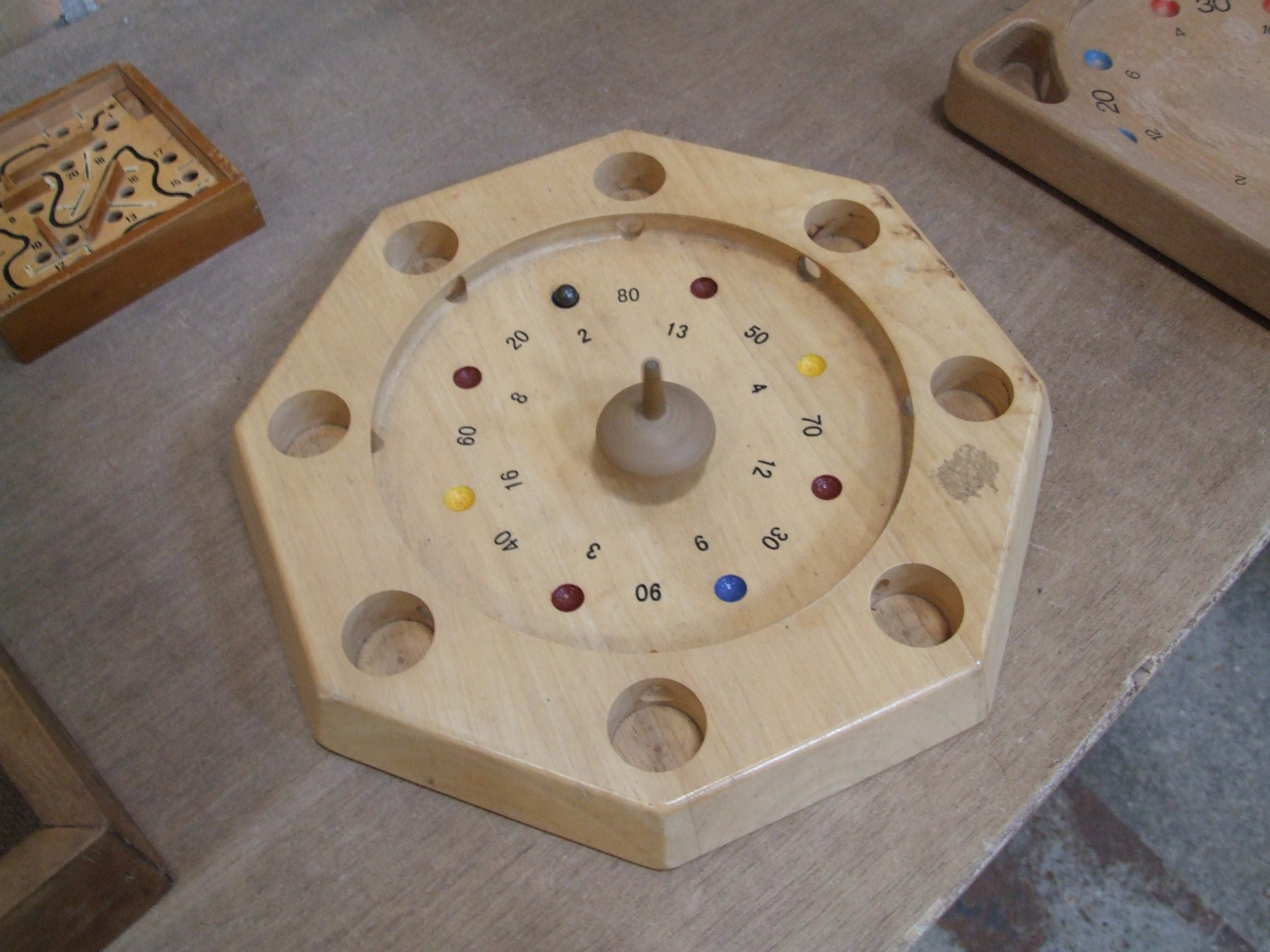
Eine flämische Variante